# Cetasika
Cetasika – to w buddyzmie termin pali oznaczający czynniki mentalne, które według klasyfikacji podawanej w pismach Abhidhamma Pitaki obok świadomości (citta) oraz ciała (rupa) składają się na wszelkie zjawiska istnienia. 
Na cetasika składają się więc według klasyfikacji podawanej w Sutrach składają się 50 formacji mentalnych oraz skupiska (skandha) uczuć i percepcji.